# Portugal
Portugal je država na jugozapadu Europe. Na istoku i sjeveru graniči sa Španjolskom, a na zapadu i jugu izlazi na Atlantski ocean.

## Povijest
Ime Portugal, samo po sebi otkriva dijelove rane povijesti ove zemlje - ono potiče od rimskog imena Portus Cale, moguće mješavine grčkog i latinskog imena koje znači "Lijepa luka". Portugal je postao kraljevina 1139.g., a prvi kralj je bio Afonso I. Portugalski. Portugal je tijekom 15. i 16. stoljeća proširio svoj utjecaj. Slavne osobe tih stoljeća su: Fernando Magellan koji je oplovio svijet, Bartolomeo Diaz koji je dospio do Rta dobre nade i istočnog kraja Afrike, Vasco da Gama i ostali. Krajem 16. stoljeća, Portugal je prvi put u povijesti izgubio nezavisnost, našavši se pod vlašću Španjolske čime je počelo propadanje Portugala kao velesile.
I poslije ponovnog uspostavljanja nezavisnosti (1640.) Portugal je nastavio gubiti ekonomsku i političku moć, i to zbog niza događaja kao što su potres u Lisabonu, Napoleonova osvajanja, nezavisnosti Brazila i građanski rat između apsolutista i liberala. 1974. godine vojnim udarom (hunta sedmorice) prekinuta je desničarska diktatura poslije čega je zemlja prošla kroz velike demokratske promjene.  Godine 1975. Portugal je dao nezavisnost svojim preostalim kolonijama, a godinu dana kasnije imao je prve slobodne izbore u kojima su pobijedili socijalisti predvođeni Mariom Soaresom koji postaje premijer. Portugal je jedan od osnivača NATO saveza, a od 1986. godine je član Europske unije.

## Klima
U Portugalu razlikujemo dvije klime: oceansku i sredozemnu. Na sjeveru Portugala, pod utjecajem Atlantskog oceana, prevladava oceanska klima. Obilježavaju je svježa ljeta, blage zime i dosta padalina tijekom čitave godine. Na jugu države prevladava sredozemna klima zbog utjecaja Mediterana. Nju pak obilježavaju vruća ljeta te blage i vlažne zime. Utjecaj sredozemne klime ograničen je na uske priobalne prostore, za razliku od oceanske klime.

## Gospodarstvo
Zadnjih godina u Portugalu snažno se razvila raznolika industrija. Najviše rafinerija nafte, metalurgija, prehrambena industrija, automobilska industrija (sklapanje vozila), proizvodnja cementa, papira, tekstila, obuće, namještaja i pluta. Popularna su portugalska vina. Turizam je također razvijen, najviše na azorskom otočju i Madeiri.
Poljoprivreda, čija je proizvodnja slaba, zapošljava ¼ aktivnog stanovništva. Glavni su proizvodi pšenica i kukuruz, no velike se količine još uvijek moraju uvoziti. Ističe se urod masline, rajčice i smokve. Zemlja izvozi povrće i voće, drvo i pluto, ali uvozi žitarice i ribu. Stupanj nezaposlenosti je još uvijek relativno nizak. Po procjeni za 2005. godinu BDP po stanovniku je skoro 19.400 $ što je samo nekoliko tisuća više od Hrvatske.

## Administrativna podjela
Portugal ima administrativnu podjelu na općine (concelhos) kojih ima 308, koje su podijeljene na sveukupno više od 4.000 župa (freguesias).
Osim kopnenog dijela Portugala što se smjestio na zapadu Iberijskog poluotoka, sastavni dio Portugala su i dvije otočne skupine Azori i Madeira, koje predstavljaju autonomne regije.
U kopnenom dijelu Portugala postoji 5 regija:
- Alentejo
- Algarve
- Centro
- Lisboa e Vale do Tejo
- Norte

Gradovi u Portugalu su (s brojem stanovnika):
- Lisabon - 550.000 stanovnika (sa širim područjem izvan grada i oko 2 mlijuna)
- Porto - 240.000 (preko 1,5 milijun sa širim područjem izvan grada)
- Braga - 171.000
- Aveiro - 73.559
- Coimbra - 148.443
- Faro, Algarve - 58.305
- Viseu - 98.167

a s manje od 150.000 stanovnika su:
Vale do Sousa, Leiria, Lezíria do Tejo, Baixo Alentejo, Trás-os-Montes, Centro Alentejo, Baixo Tâmega, Douro, Médio Tejo, Beira Interior Sul, Alto Alentejo, Pinhal i Vale do Minho.
U povijesnom smislu su postojale ili postoje sljedeće provincije: Alentejo, Algarve, Beira, Douro Litoral, Estremadura, Minho, Ribatejo i Trás-os-Montes.
Ostala naselja: Sertã

## Stanovništvo
Etnički sastav
Portugal prema procjeni za 2008. godinu ima 10,662,000 stanovnika, od čega 9,838,000 otpada na Portugalce, a ostatak na tridesetak drugih naroda. Od domaćeg domorodnog stanovništva nikako se ne smiju ubrajati tzv. Mirandezi (10,000), malena lingvistička skupina koja se bori za svoja prava, a po porijeklu i etnički mogli bi biti srodni Asturcima iz Španjolske. Do cijepanja Asturaca dolazi prodorom Maura, nakon čega počinje križarski rat protiv islama. Prema brojnosti iza Portugalaca dolaze: Brazilci (168,000); Kinezi (93,000); Angolci (82,000); Romi (76,000); Zelenortci (51,000); Španjolci 41,000); Mozambikanci (41,000); Britanci (38,000); Arapi (26,100); Asturi (26,000); Francuzi (20,000); Talijani (20,000); Angloamerikanci (20,000); Goanci (20,000); doseljenici iz Gvineje Bisau (17,000); Galjegi (16,000); Nijemci (10,000). Još desetak naroda ima nekoliko tisuća ili nekoliko stotina pripadnika. Ovdje još treba pridodati i 23,000 etnički neklasificiranih i drugih pripadnika.

## Kultura

### Glazba
Portugalsku glazbu predstavljaju mnogi različiti glazbeni oblici. Najpoznatija portugalska glazba je fado, vrsta melankolične glazbe. Obično se povezuje s portugalskom gitarom i portugalskom riječju saudade. Saudade se može opisati kao čest ljudski osjećaj - kao zaljubljenost u nekoga, tko je vrlo daleko. Takav je stil izrazita mješavina tuge, boli, nostalgije, sreće i ljubavi. Fado vjerojatno potječe od mješavine ritmova afričkih robova i tradicionalne glazbe portugalskih mornara, s arapskim utjecajem. Dvije su varijacije fada - fado iz Lisabona i iz Coimbre. Lisabonski fado bio je prvenstveno popularna glazba, obično su ga izvodile žene, dok je fado iz Coimbre imao više literarno obilježje i obično su ga izvodili muškarci. Oba su pravca danas prihvaćena kao nacionalna glazba cijenjena u inozemstvu, unatoč manjoj popularnosti u samom Portugalu. Neki od međunarodno najistaknutijih izvođača fada su Amália Rodrigues, Mariza, Mafalda Arnauth, Mísia, Dulce Pontes, Madredeus i Cristina Branco.